# Unione Sportiva Cremonese 1978-1979
Questa voce raccoglie le informazioni riguardanti l'Unione Sportiva Cremonese nelle competizioni ufficiali della stagione 1978-1979.

## Stagione
Nella stagione 1978-1979 la Cremonese ha disputato il campionato di Serie C1, girone A, classificandosi nona con 32 punti (e passando per l'avvicendamento tecnico della quindicesima giornata fra Giovanni Galeone e Dante Fortini), in un torneo che ha promosso in Serie B il Como e il Parma. 
Chiude la sua lunga carriera ed entra nella leggenda grigiorossa il capitano Luciano Cesini, il quale in tredici stagioni consecutive a Cremona ha giocato 436 partite e realizzato 7 reti, ed è l'alfiere della Cremonese.
Nella Coppa Italia di Serie C la Cremonese prima del campionato, disputa l'10º girone di qualificazione, che promuove ai Sedicesimi di finale il Mantova.

## Rosa
| N. |                   | Ruolo | Calciatore          |
| -- | ----------------- | ----- | ------------------- |
|    | Italia (bandiera) | C     | Osvaldo Arecco      |
|    | Italia (bandiera) | A     | Roberto Bellinazzi  |
|    | Italia (bandiera) | C     | Fulvio Bonomi       |
|    | Italia (bandiera) | D     | Gianfranco Cassago  |
|    | Italia (bandiera) | D     | Luciano Cesini      |
|    | Italia (bandiera) | C     | Cristino Chigioni   |
|    | Italia (bandiera) | D     | Alessandro Chiodini |
|    | Italia (bandiera) | C     | Giuseppe De Gradi   |
|    | Italia (bandiera) | C     | Innocenzo Donina    |
|    | Italia (bandiera) | D     | Amedeo Fei          |
|    | Italia (bandiera) | C     | Antonio Fontanesi   |
|    | Italia (bandiera) | C     | Maurizio Frediani   |

| N. |                   | Ruolo | Calciatore           |
| -- | ----------------- | ----- | -------------------- |
|    | Italia (bandiera) | C     | Steno Gola           |
|    | Italia (bandiera) | D     | Giovanni Marella     |
|    | Italia (bandiera) | A     | Emiliano Mondonico   |
|    | Italia (bandiera) | D     | Danio Montani        |
|    | Italia (bandiera) | D     | Mario Montorfano     |
|    | Italia (bandiera) | A     | Mario Nicolini       |
|    | Italia (bandiera) | C     | Leopoldo Pardini     |
|    | Italia (bandiera) | P     | Enrico Pionetti      |
|    | Italia (bandiera) | D     | Paolo Rossi          |
|    | Italia (bandiera) | A     | Maurizio Schincaglia |
|    | Italia (bandiera) | P     | Claudio Tarocco      |

## Risultati

### Campionato

#### Girone di andata
| Treviso 1º ottobre 1978 ª giornata | Treviso            | 0 – 0 | Cremonese | Stadio Omobono Tenni\| Arbitro: \| Armienti (Salerno) \| |
| Arbitro:                           | Armienti (Salerno) |       |           |                                                          |

| Arbitro: | Cherri (Macerata) |

|               |           |  |
| Fontanesi 31’ | Marcatori |  |

| Arbitro: | Parussini (Udine) |

|          |           |  |
| Neri 23’ | Marcatori |  |

| Arbitro: | Altobelli (Roma) |

|                           |           |  |
| Nicolini 3’ Mondonico 83’ | Marcatori |  |

| Arbitro: | Agate (Torino) |

|           |           |                         |
| Telch 79’ | Marcatori | 9’ Bonomi 77’ Mondonico |

| Arbitro: | Leni (Perugia) |

|                      |           |  |
| Enzo 23’ Braghin 54’ | Marcatori |  |

| Cremona 12 novembre 1978 7ª giornata | Cremonese       | 0 – 0 | Mantova | Stadio Giovanni Zini\| Arbitro: \| Facchin (Udine) \| |
| Arbitro:                             | Facchin (Udine) |       |         |                                                       |

| Arbitro: | Vallesi (Pisa) |

|                |           |  |
| Scarpa 55’ 57’ | Marcatori |  |

| Arbitro: | Savalli (Trapani) |

|  |           |                           |
|  | Marcatori | 4’ Fiaschi 75’ Cavagnetto |

| Arbitro: | Corigliano (Crotone) |

|                                 |           |                 |
| Motto 23’ (aut.) Bellinazzi 75’ | Marcatori | 9’ 19’ Spinella |

| Arbitro: | Casella (Voghera) |

|                                  |           |                              |
| Galluzzo 46’ Bocchinu 71’ (rig.) | Marcatori | 26’ Bellinazzi 44’ Fontanesi |

| Arbitro: | Lombardo (Marsala) |

|                                                    |           |  |
| Mondonico 15’ De Gradi 18’ Nicolini 74’ Donina 85’ | Marcatori |  |

| Arbitro: | L. Esposito (Torre del Greco) |

|              |           |  |
| Guidetti 81’ | Marcatori |  |

| Cremona 7 gennaio 1979 14ª giornata | Cremonese        | 0 – 0 | Triestina | Stadio Giovanni Zini\| Arbitro: \| Castaldi (Vasto) \| |
| Arbitro:                            | Castaldi (Vasto) |       |           |                                                        |

| Arbitro: | Pezzella (Frattamaggiore) |

|             |           |              |
| Barozzi 69’ | Marcatori | 77’ Frediani |

| Arbitro: | Luci (Firenze) |

|              |           |             |
| Nicolini 76’ | Marcatori | 79’ Sanguin |

| Arbitro: | Sarti (Modena) |

|  |           |                 |
|  | Marcatori | 75’ (rig.) Gola |

#### Girone di ritorno
| Arbitro: | Lamorgese (Potenza) |

|               |           |  |
| Mondonico 91’ | Marcatori |  |

| Arbitro: | Madonna (Ercolano) |

|            |           |  |
| Bonini 60’ | Marcatori |  |

| Arbitro: | Bianciardi (Siena) |

|               |           |              |
| Mondonico 26’ | Marcatori | 39’ Vaccario |

| Arbitro: | Pirandola (Lecce) |

|                                          |           |  |
| Alessandrini 64’ Gritti 75’ Crepaldi 85’ | Marcatori |  |

| Cremona 4 marzo 1979 22ª giornata | Cremonese          | 0 – 0 | Trento | Stadio Giovanni Zini\| Arbitro: \| Stillacci (Torino) \| |
| Arbitro:                          | Stillacci (Torino) |       |        |                                                          |

| Arbitro: | L. Esposito (Torre del Greco) |

|                                      |           |              |
| Cassago 31’ Chigioni 34’ Cassago 41’ | Marcatori | 73’ Conforto |

| Arbitro: | Valente (Monfalcone) |

|                                                |           |  |
| Berlini 11’ Dri 32’, 47’ Frutti 58’ Bianco 59’ | Marcatori |  |

| Arbitro: | Pezzella (Frattamaggiore) |

|                |           |            |
| Bellinazzi 45’ | Marcatori | 27’ Scarpa |

| Arbitro: | Lombardo (Marsala) |

|                                |           |  |
| Campidonico 37’ Cavagnetto 61’ | Marcatori |  |

| Arbitro: | Castaldi (Vasto) |

|               |           |  |
| Bongiorni 27’ | Marcatori |  |

| Arbitro: | Adamu (Cagliari) |

|              |           |  |
| Nicolini 42’ | Marcatori |  |

| Arbitro: | Bianciardi (Siena) |

|  |           |              |
|  | Marcatori | 79’ Nicolini |

| Arbitro: | Faccenda (Salerno) |

|  |           |                          |
|  | Marcatori | 50’ Jacomuzzi 84’ Basili |

| Arbitro: | Vallesi (Pisa) |

|                               |           |                      |
| Panozzo 75’ (rig.) Franca 85’ | Marcatori | 22’ (aut.) Prevedini |

| Arbitro: | Ronchetti (Modena) |

|                            |           |  |
| Fontanesi 53’ De Gradi 67’ | Marcatori |  |

| Arbitro: | L. Esposito (Torre del Greco) |

|                 |           |                           |
| Leonardelli 81’ | Marcatori | 52’ Nicolini 57’ Chigioni |

| Arbitro: | Boschi (Parma) |

|                            |           |                                   |
| Nicolini 38’ Mondonico 85’ | Marcatori | 30’ Bianchini 87’ Motta 90’ Bozzi |

### Coppa Italia

#### Decimo Girone
| 27 agosto 1978 1ª giornata |  | – Turno di riposo Cremonese |  |  |

| Arbitro: | Vago (Chiavari) |

|                                    |           |                                        |
| Cesini 5’ Chigioni 75’ Pardini 84’ | Marcatori | 6’ (aut.) Bonomi 52’ Mutti 87’ Guerini |

| Mantova 3 settembre 1978 3ª giornata | Mantova          | 0 – 0 | Cremonese | Stadio Danilo Martelli\| Arbitro: \| Giaffreda (Roma) \| |
| Arbitro:                             | Giaffreda (Roma) |       |           |                                                          |

| 10 settembre 1978 4ª giornata |  | – Turno riposo Cremonese |  |  |

| Arbitro: | Da Pozzo (Monza) |

|              |           |                                      |
| Albanese 48’ | Marcatori | 23’ Fontanesi 63’, 67’, 73’ Nicolini |

| Cremona 24 settembre 1978 6ª giornata | Cremonese       | 0 – 0 | Mantova | Stadio Giovanni Zini\| Arbitro: \| Simini (Torino) \| |
| Arbitro:                              | Simini (Torino) |       |         |                                                       |